# 대한민국 형사소송법 제304조
대한민국 형사소송법 제304조는 재판장의 처분에 대한 이의에 대한 형사소송법의 조문이다.

## 조문
제304조(재판장의 처분에 대한 이의) ① 검사, 피고인 또는 변호인은 재판장의 처분에 대하여 이의신청을 할 수 있다.
②전항의 이의신청이 있는 때에는 법원은 결정을 하여야 한다.

## 참고 문헌
- 손동권 신이철, 새로운 형사소송법(초판, 2013), 세창, 2013. ISBN 9788984114081